# Нове Жабно
Нове Жабно (пол. Nowe Żabno, нім. Neu Tschau, 1936-1945: Schliefen) — село в Польщі, у гміні Нова Суль Новосольського повіту Любуського воєводства.
Населення — 297 осіб (2011).
У 1975-1998 роках село належало до Зеленогурського воєводства.

## Демографія
Демографічна структура станом на 31 березня 2011 року:
|          | Загалом | Допрацездатний вік | Працездатний вік | Постпрацездатний вік |
| -------- | ------- | ------------------ | ---------------- | -------------------- |
| Чоловіки | 144     | 37                 | 92               | 15                   |
| Жінки    | 153     | 28                 | 96               | 29                   |
| Разом    | 297     | 65                 | 188              | 44                   |